# Phước Long (xã), huyện Phước Long
Phước Long là một xã thuộc huyện Phước Long, tỉnh Bạc Liêu, Việt Nam.

## Địa lý
Xã Phước Long nằm ở phía tây nam huyện Phước Long, cách trung tâm huyện khoảng 10 km, có vị trí địa lý:
- Phía đông giáp thị trấn Phước Long và xã Vĩnh Phú Tây
- Phía tây giáp huyện Hồng Dân
- Phía nam giáp xã Phong Thạnh Tây A và xã Vĩnh Phú Tây
- Phía bắc giáp thị trấn Phước Long và huyện Hồng Dân.

Xã Phước Long có diện tích 75,50 km², dân số năm 2022 là 19.320 người, mật độ dân số đạt 255 người/km².

## Hành chính
Xã Phước Long được chia thành 9 ấp: Phước Hậu, Phước Ninh, Phước Tân, Phước Thành, Phước Thạnh, Phước Thọ, Phước Thọ Hậu, Phước Thọ Tiền, Phước Trường.

## Lịch sử
Ngày 20 tháng 5 năm 1920, Thực dân Pháp thành lập quận Phước Long thuộc tỉnh Rạch Giá bao gồm có 2 tổng: Thanh Bình và Thanh Yên với tổng cộng 14 làng. Quận lỵ đặt tại làng Phước Long.
Sau năm 1956, Chính quyền Việt Nam Cộng hòa về việc giải thể đặc khu An Phước để tái lập quận Phước Long thuộc tỉnh Ba Xuyên.
Giai đoạn năm 1958 – 1963, xã Phước Long thuộc tổng Thanh Bình, quận Phước Long.
Sau năm 1975, xã Phước Long thuộc huyện Hồng Dân.
Ngày 20 tháng 12 năm 1975, Bộ Chính trị Đảng Cộng sản Việt Nam ban hành Nghị quyết số 19/NQ về việc điều chỉnh lại việc hợp nhất tỉnh ở miền Nam Việt Nam cho sát với tình hình thực tế, theo đó tỉnh Cà Mau và tỉnh Bạc Liêu được tiến hành hợp nhất vào ngày 1 tháng 1 năm 1976 với tên gọi ban đầu là tỉnh Cà Mau – Bạc Liêu. Khi đó, xã 
Phước Long thuộc huyện Hồng Dân, tỉnh Cà Mau – Bạc Liêu.
Ngày 10 tháng 3 năm 1976, Ban đại diện Trung ương Đảng và Chính phủ về việc đổi tên tỉnh Cà Mau – Bạc Liêu thành tỉnh Minh Hải. Khi đó, xã Phước Long thuộc huyện Hồng Dân, tỉnh Minh Hải.
Ngày 29 tháng 12 năm 1978, Hội đồng Chính phủ ban hành Quyết định số 326-CP về việc chuyển xã Phước Long huyện Hồng Dân về huyện Phước Long mới thành lập quản lý.
Ngày 25 tháng 7 năm 1979, Hội đồng Bộ trưởng ban hành Quyết định số 275-CP về việc:
- Chia xã Phước Long thành xã Phước Long và xã Phước Tây.
- Thành lập thị trấn Phước Long – thị trấn huyện lỵ của huyện Phước Long trên cơ sở một phần của xã Phước Long.

Ngày 17 tháng 5 năm 1984, Hội đồng Bộ trưởng ban hành Quyết định số 75-HĐBT về việc sáp nhập xã Phước Tây và xã Phước Long thuộc huyện Phước Long vào huyện Hồng Dân quản lý.
Ngày 14 tháng 2 năm 1987, Hội đồng Bộ trưởng ban hành Quyết định số 33B-HĐBT về việc:
- Giải thể xã Phước Tây để sáp nhập vào xã Phước Long và xã Phong Hiệp.
- Tách một phần diện tích và dân số của xã Phước Long để sáp nhập vào xã Hòa Lợi.

Xã Phước Long có 6.939 ha đất và 8.088 nhân khẩu.
Ngày 6 tháng 11 năm 1996, Quốc hội ban hành Nghị quyết về việc chia tỉnh Minh Hải thành tỉnh Bạc Liêu và tỉnh Cà Mau. Khi đó, xã Phước Long thuộc huyện Hồng Dân, tỉnh Bạc Liêu.
Ngày 25 tháng 9 năm 2000, Chính phủ ban hành Nghị định số 51/2000/NĐ-CP về việc chuyển xã Phước Long thuộc huyện Hồng Dân về huyện Phước Long mới thành lập quản lý.
Ngày 26 tháng 1 năm 2022, UBND tỉnh Bạc Liêu ban hành Quyết định số 29/QĐ-UBND về việc công nhận xã Phước Long đạt tiêu chí đô thị loại V.